# Крякнутые каникулы
«Крякнутые каникулы» — российский мультипликационный фильм, поставленный режиссёром Виктором Лакисовым на студии «РИМ».
Премьера состоялась 14 февраля 2016 года в московском кинотеатре «Октябрь».
Фильм вышел в российский прокат 18 февраля 2016 года.

## Сюжет
Русские перелётные кряквы летели отдохнуть на Гавайи, но сбившись с пути, оказались на китайском острове, где живут утки-мандаринки. Две стаи вступают в противостояние. Детки главных героев хотят помирить родителей. Ариша, дочь командира русских крякв, и Ник, сын императора мандаринок, сближаются и становятся друзьями. Они должны спасти всех уток от коварного плана злой ведьмы Марго, которая хочет погубить солнце.

## Роли озвучили
| Актёр                  | Роль                             |
| ---------------------- | -------------------------------- |
| Никита Пресняков       | Ник                              |
| Владимир Пресняков-мл. | Пенгли                           |
| Эвелина Блёданс        | Марго                            |
| Полина Максимова       | Ариша                            |
| Александр Головин      | помощник Марго                   |
| Всеволод Кузнецов      | командир Кряк Дакмус             |
| Борис Токарев          | толстяк Кианга продавец пряников |
| Станислав Стрелков     | помощник императора              |
| Елена Шульман          | воспитательница                  |
| Михаил Лукашов         | друг Ника                        |

## Производство
Производством фильма занималась московская анимационная студия «РИм», в производстве также были заняты студии в Канаде, Испании, Перу и Эстонии.
В мае 2015 года фильм, находившийся в производстве, вызвал интерес иностранных закупщиков на кинорынке, проходившем во время 40-го Международного в кинофестиваля Торонто. Поскольку предполагалось, что фильм выйдет в международный прокат, озвучивание изначально было осуществлено на английском языке.
Значительную часть бюджета картины инвестировал китайский холдинг Star Alliance Media, планировавший широкий прокат фильма в Китае, охватывавший пять тысяч кинотеатров. «Крякнутые каникулы» стал первым российским проектом, получившим финансовую поддержку со стороны Китая.

## Прокат
Фильм вышел в российский прокат 18 февраля 2016 года и собрал 90 281 394 рублей (1 159 684 долларов) в России и странах СНГ.
15 июля 2016 года фильм вышел в прокат в Китае и был показан в 7 тысячах кинотеатров, собрав за первые три дня 2,5 млн долларов.